# Elena de Borbón
Infanta Elena của Tây Ban Nha, Nữ Công tước xứ Lugo (Elena María Isabel Dominica de Silos de Borbón y de Grecia, sinh ngày 20 tháng 12 năm 1963) là con trưởng của Vua Juan Carlos I và Vương hậu Sofía. Bà là chị gái của Cristina de Borbón và Vua Felipe VI. Bà hiện đứng thứ 3 trong dòng kế vị ngai vàng của Vương quốc Tây Ban Nha sau hai người con của Vua Felipe VI là Leonor, Nữ thân vương xứ Asturias và Sofía de Borbón.
Infanta Elena đã tham gia nhiều sự kiện chính thức, đã đi đến Đức, Anh, Hoa Kỳ, Argentina, Nhật Bản, Peru và Philippines như là đại diện cho Vương gia.

## Cuộc sống cá nhân
Trong năm 1987, Infanta Elena gặp người chồng tương lai của cô trong khi cô đang học văn học Pháp tại Paris.
Cô kết hôn với Jaime de Marichalar y Sáenz de Tejada, con trai của Bá tước và Nữ bá tước xứ Ripalda, vào ngày 18 tháng 03 năm 1995, trong Nhà thờ Sevilla, Sevilla, sau đó cô được phong tước Nữ Công tước xứ Lugo. Cô có hai con:
- Felipe Juan Froilán de Todos los Santos de Marichalar y de Borbón (sinh ngày 17 tháng 07 năm 1998).
- Victoria Federica de Todos los Santos de Marichalar y de Borbón (sinh ngày 09 tháng 09 năm 2000).

Ngày 13 tháng 11 năm 2007, đã được thông báo rằng Infanta sẽ ly thân với chồng. Trong tháng 11 năm 2009, các phương tiện truyền thông Tây Ban Nha cho biết, Infanta Elena và Jaime de Marichalar sẽ ly dị, thông tin đó tồn tại trong một năm. Giấy tờ ly dị của họ đã được ký kết vào ngày 25 tháng 11 năm 2009. Nữ công tước và Công tước xứ Lugo đã ly dị vào tháng 12 năm 2009. Việc ly dị được chính thức công bố vào ngày 09 tháng 02 năm 2010, đồng nghĩa với việc Jaime de Marichalar không còn được phép sử dụng danh hiệu công tước và ông cũng không còn được coi là một thành viên chính thức của gia đình Vương thất Tây Ban Nha.